# Ruta infernal
Ruta infernal (títol original en anglès: Hell Drivers) és una pel·lícula britànica dirigida per Cy Endfield, estrenada el 1957. El 1958 va estar nominada BAFTA al millor guió adaptat per John Kruse i Cy Endfield. Aquesta pel·lícula ha estat doblada al català.

## Argument[2]
Quan surt de la presó, Joe "Tom" Yateley vol col·locar-se i troba una feina de xofer de camions per transportar grava pel ferrocarril. L'empresa té uns costums una mica particulars: Hawlett Trucking imposa els seus xofers, pagats segons el nombre de transports efectuats, amb una conducció perillosa, on es donen totes les violacions del codi de circulació. Enfrontat a la competició interna entre xofers, Tom Yateley s'obstina a destronar el millor d'ells, "Red", ajudat per dues persones: el seu amic i col·lega Gino, antic presoner de guerra italià instal·lat a Anglaterra.

## Repartiment
- Stanley Baker: Tom Yately
- Peggy Cummins: Lucy, la secretària de Hawlett Trucking
- Patrick McGoohan: C. "Red" Redman, xòfer num.1
- Herbert Lom: Emanuelo "Gino" Rossi, xòfer num.3
- William Hartnell: Cartley, el director de Hawlett Manager
- Wilfrid Lawson: Ed, el mecànic
- Sid James: Dusty, xòfer
- Jill Ireland: Jill, la criada del Pull Inn
- Alfie Bass: Tinker
- Gordon Jackson: Scottie
- David McCallum: Jimmy Yately
- Sean Connery: Johnny Kates
- Wensley Pithey: Pop, xòfer num.4
- George Murcell: Tub
- Marjorie Rhodes: Ma West, Propietari de la pensió
- Beatrice Varley: Mrs. Yately, la mare de Tom

## Anàlisi
Ruta infernal  és una pel·lícula realista, sobre la duresa de la condició social d'uns empleats, integrada en una pel·lícula d'acció eficaç.
Les seqüències rítmiques de conducció tracten metafòricament de les relacions de Tom amb la societat i amb els seus col·legues. En principi humil i solitari, a la recerca de rescat, quan és posat a prova, el personatge de Stanley Baker bascula entre un desafiament en principi interior (provar que mereix la seva situació, tanmateix poc envejosa), després enfront dels seus col·legues (provar que ell és el millor d'ells) per les verdaderes carreres-persecució, per tenir èxit en un duel amb Red, figura brutal i caricaturesca de l'empleat alienat pel seu treball, del qual hom s'assabentarà a conseqüència d'estar barrejat amb les manipulacions d'Hawlett Trucking. La pressió exercitada pel patró maquiavèlic afaiçona aquest antagonisme entre xofers que substitueix a poc a poc la camaraderia obrera, antagonisme cristal·litzat pels dos "caps forts " del grup, Tom i Red.
Tanmateix, si la pel·lícula porta aquesta intenció política amb una certa violència de posada en escena, el guió no es desfà d'un cert academicisme, sobretot amb la seva intriga amorosa convinguda (Tom rep les provocacions de Lucy de qui està profundament enamorat el seu millor amic), dels seus "cops de teatre" esperats (la mort del fidel Gino) o del seu final frustrant. Testimonia una relativa simplicitat dels personatges (Red el "boig", Gino el "sensible", Cartley el " covard" i els bruscos canvis d'actitud de Tom).

## Al voltant de la pel·lícula
- Cy Endfield, el director estatunidenc d'aquesta pel·lícula britànica, va fugir del seu país natal a conseqüència de les denúncies dels maccarthistes.
- Es troben a Ruta infernal  molts actors amb una certa anomenada, entre els quals Sean Connery, que té un paper als antípodes de l'elegant James Bond, però també Stanley Baker, Patrick McGoohan, Herbert Lom, Jill Ireland i David McCallum al seu inici.
- Le Salaire de la peur, és una pel·lícula sobre el mateix tema de les condicions de treball perilloses dels camioners.